# Школа за дизајн у Београду
Школа за дизајн у Београду је образовна установа специјализована за едукацију младих талената у области ликовне, примењене уметности и дизајна. Из ове школе потекао је велики број уметника, дизајнера, архитеката, значајних личности у јавном и културном животу земље.
Да би уписали Школу за дизајн, ученици полажу посебан пријемни испит за проверу вештина и способности у области цртања, сликања и вајања.

## Историјат
Школа је основана 11. маја 1963. године уз подршку Скупштине града Београда, под називом Школа за ликовне технике.
Иницијатива за оснивањем Школе настала је у Удружењу примењених уметника. Група уметника, предвођена Драгославом Стојановићем Сипом, саставила је основни концепт школе и предложила га привредним асоцијацијама и Скупштини града Београда Архивирано на веб-сајту  (8. јануар 2012) као полазну основу за формирање средње школе ликовног смера. Основана су четири образовна профила: амбалажа, графика, индустријски дизајн и текстил.. Први директор школе био је професор, академски сликар и таписериста Бранислав Суботић Субе (1926 – 2004).
Школа је почела да ради 16. септембра 1963. године. Настава се најпре реализовала у Основној школи Старина Новак..
У периоду од 1964. до 1966. пресељена је на данашњу локацију и променила је назив у Школа за ликовне техничаре.
Први наставни дан у новој школској згради на Дедињу био је 1. октобар 1966. године.
Од 1966 до 1991. године Школа је радила под именом Школа за индустријско обликовање, а од 1991. године, носи назив Школа за дизајн.
Године 2010. уведен је Образовни профил ликовног техничара

### Почеци
Најзначајнију улогу у оснивању Школе имали су чланови Удружење ликовних уметника примењених уметности и дизајнера Србије. Чланови оснивачке комисије били су Радмила Стојановић, Гојко Варда и Небојша Митрић а председник комисије био је Драгослав Стојановић Сип. Поред њих, ту су били и Љубомир Павићевић Фис, Андра Миленковић и Ђорђе Горбунов.
Први наставни план и програм рада Школе обликовали су Раденко Мишевић и Бранислав Суботић Субе
У оснивању школског програма почело се од чистих и једноставних принципа. Ти принципи се, као основа савремене наставе, нису мењали, већ су се креативно надограђивали. Школски програм је у самом настајању јасно дефинисао појмове: ликовно, примењено, дизајнерско.
Настава се одвијала према програму који је представљао јединство техничког, технолошког и естетског образовања. Концепт образовања ученика полазио је од идејних скица и пројеката, а завршавао се њиховом практичном реализацијом . Суштину образовања у трећој и четвртој години чинили су повезаност рада у кабинету, лабораторији и радионици. С обзиром на теоријску вишеслојност предмета и сложене садржаје, који обухватају методологију и историју дизајна, био је велики изазов увести ученике у наставу која се бави дизајном са овог становишта. Упркос сложености предмета, наставнички кадар је омогућио ученицима да интегришу знање у целину која обухвата функционалне, техничко-технолошке, економске, али и естетске и хумане захтеве дизајна.
Почетком шездесетих година дизајн је постао непосредно везан за индустрију. Савезна Привредна комора истакла је захтев за 450 техничара дизајна, што је био разлог за хитно оспособљавање кадрова за потребе тржишта. Драгослав Стојановић Сип, Бранислав Суботић и Гојко Варда дали су предлог да школа промени назив, у складу с текућим потребама тржишта, у Школа за индустријско обликовање.
Одлазећи на студијска путовања и упознајући рад дизајн-центара и школа у иностранству, наши дизајнери су се стручно усавршавали. Гојко Варда је, као добитник Фордове стипендије, боравио у САД 1963. и 1964. године
Већ 1967. године Школа је постала позната у многим земљама, стручњаци из Америке, Енглеске, Финске, Јапана Русије, посећивали су Школу и високо вредновали стручне радове ученика
Бранислав Суботић, директор Школе, одржао је неколико предавања у Москви о системима и методици у образовању техничара дизајна. Гојко Варда је представио Школу на Међународном конгресу дизајнера ИЦСИД 1979. године у Мексико ситију, као и две године касније – у Хелсинкију 
Похвале од стране Привредне коморе Београда, Америчке фондације из Њујорка и бројних компетентних стручњака из области дизајна и уметности потврда су да је Школа била на добром путу. За овакав статус школе били су заслужни већ поменути наставници, као и Градимир Петровић, Душан Поповић, Милош Бранковић,
Милош Гвозденовић, Јулијана Ђикић, Драгутин Цигарчић Архивирано на веб-сајту  (8. децембар 2015), Воја Матић, Мирослав Фрухт, Ика Павловић, Милан Ракић, Љубомир Павићевић Фис, Томица Богдановић, Ивко Милојевић и многи други.

## Значајни догађаји у историји школе

### Ањина награда
Фонд ''Ања Вера Чолић'' основан је 1992. године у спомен на ученицу трећег разреда Образовног профила графике, школске 1990 / 1991. године, а поводом тридесетогодишњице рада Школе, 1993. године.
Ањина награда додељује се на Дан школе 11. маја, најталентованијем ученику за стваралаштво у области ликовне, примењене уметности и дизајна.

### Награда Дубравко Милановић
Награда Дубравко Милановић установљена је у знак сећања на наставника Дубравка Милановића, академског вајара, добитника награде ``Богомил Карлаварис``
Од 2013. године његова породица и колеге додељују награду ученику Школе за дизајн за остварена постигнућа у области вајања..

### Часопис Златни пресек
Прво издање школског часописа Златни пресек објављено је у штампаној и електронској форми 2011. године. Часопис је осмишљен са циљем да јавности представи постигнућа ученика Школе у области уметности и дизајна.
У конкуренцији школских часописа, први број Златног пресека> је 2013. године награђен трећом наградом од стране Друштва за српски језик и књижевност

### Донација мозаика граду Монца
Мозаик Школе за дизајн је постављен на зиду Културног центра Сан Бјађо у Монци поводом обележавања 1700 година Миланског едикта.
Пројекат је реализован као део културно-уметничког програма асоцијације ``Пријатељи будућности`` (Amici del Futuro) из Италије.

## Међународна сарадња
Идеја о формирању Мреже школа за уметност и дизајн настала је као резултат сарадње и размене ученика Школе за дизајн из Београда и ISA Nordio School Trieste Архивирано на веб-сајту  (8. децембар 2015)
Мрежа уметничких школа земаља чланица CEI формално је установљена под називом DesigNet, на конференцији о уметничком образовању, одржаној 25. марта 2013. године у Будимпешти.
Том приликом осмишљен је план континуиране сарадње школа у региону кроз учешће у заједничким пројектима и кроз размену идеја и искустава у њиховој реализацији.
Поред Школе за дизајн из Београда и школе из Сенте, чланице DesigNet -а су и школе из Хрватске, Црне Горе, Аустрије, Мађарске, Италије, Словачке и Словеније.